# Untermünkheim
Untermünkheim é um município da Alemanha localizado no distrito de Schwäbisch Hall, região administrativa de Estugarda, estado de Baden-Württemberg.